# لوئیس سیلررو
لوئیس سیلررو (انگلیسی: Luis Sillero؛ زادهٔ ۲۳ ژوئن ۱۹۷۸) بازیکن فوتبال اهل آرژانتین است.
از باشگاه‌هایی که در آن بازی کرده‌است می‌توان به باشگاه فوتبال بلومینگ اشاره کرد.